# Inimi de oțel

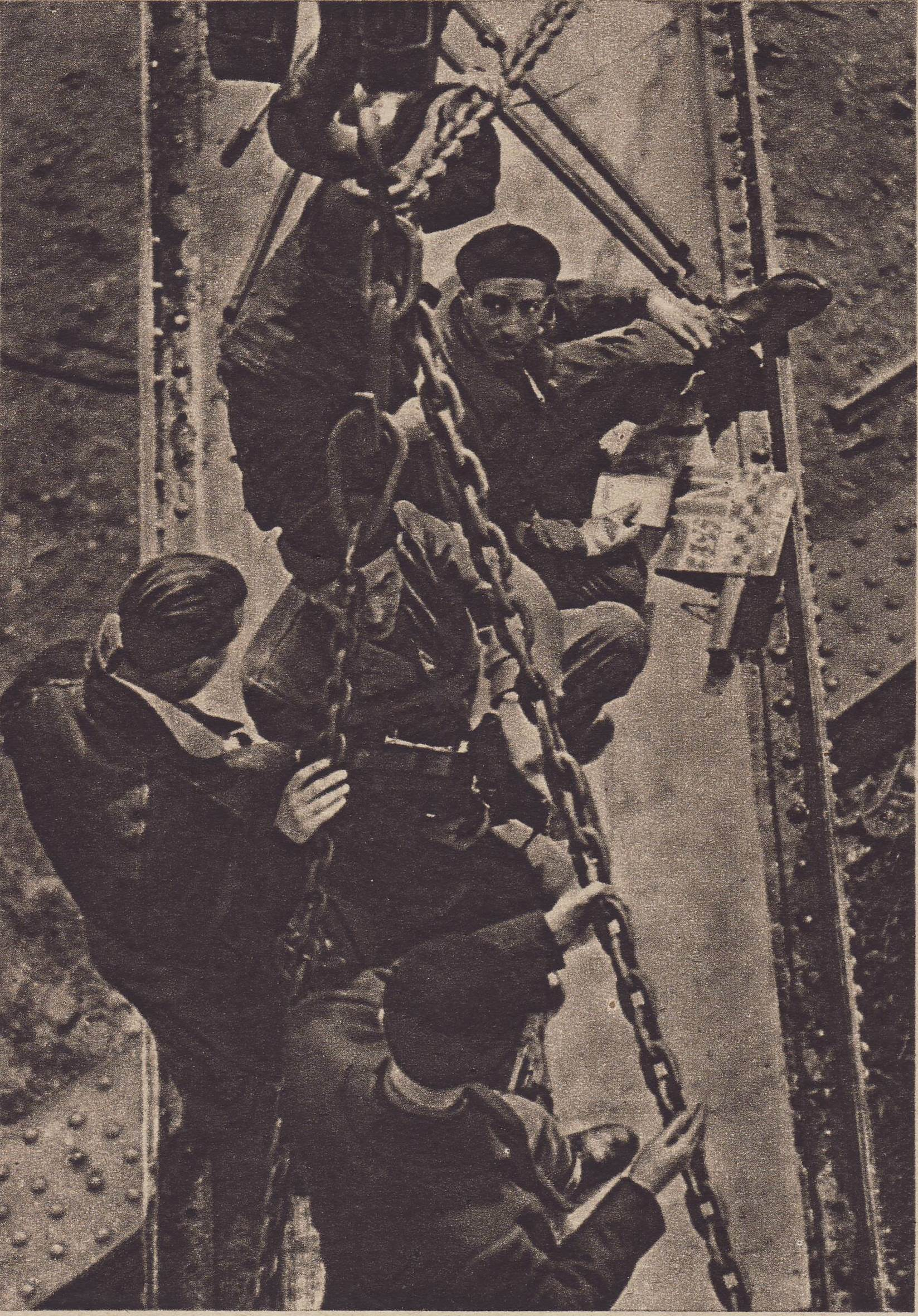
Filmarea de pe o platformă ridicată de o macara

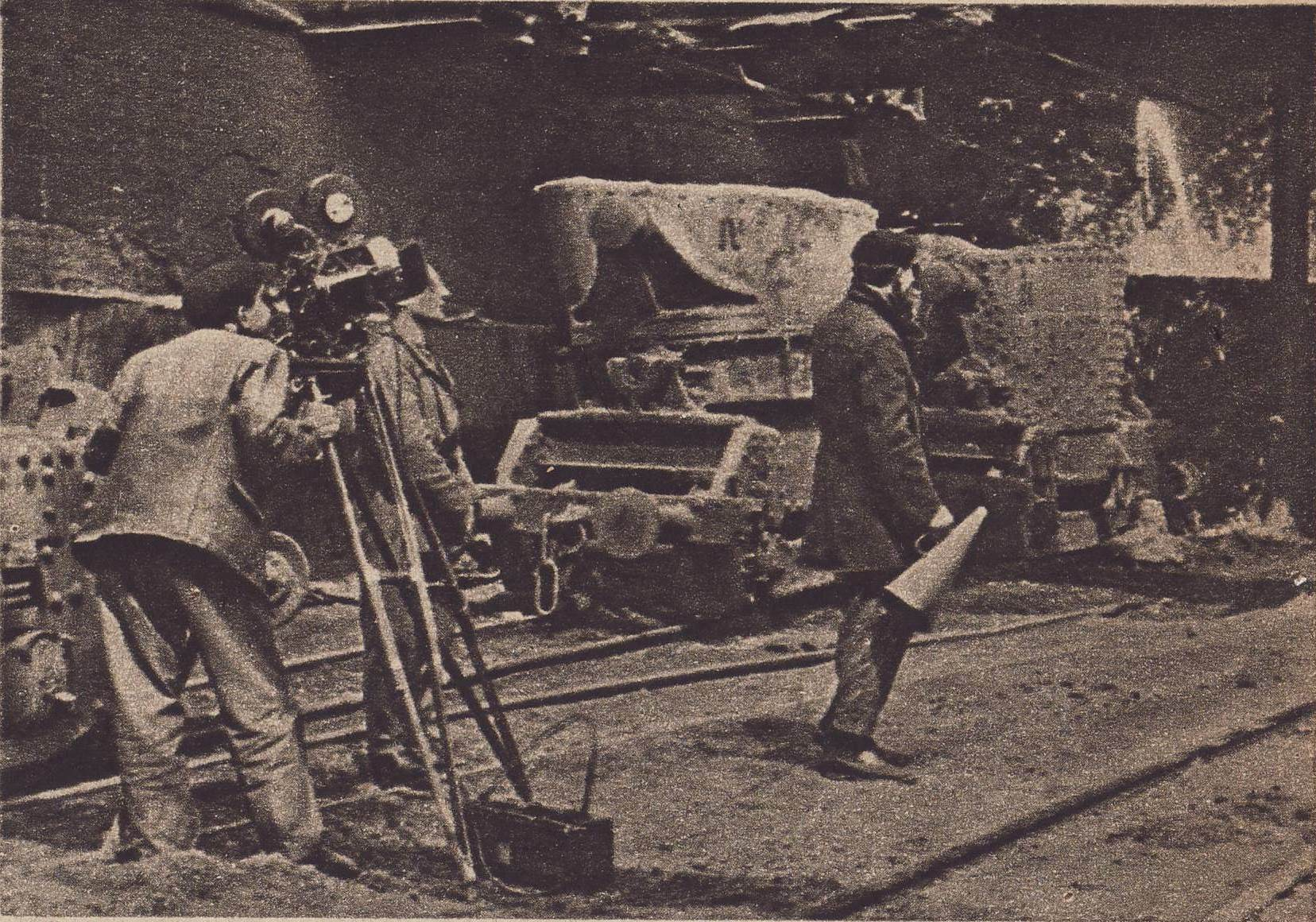
Filmarea în oțelărie

Inimi de oțel (în poloneză Stalowe serca) este un film de război polonez din 1948 regizat de Stanisław Januszewski⁠(d).

## Rezumat
Lupta partizanilor polonezi împotriva ocupanților germani continuă în Silezia în anul 1944. Mișcarea de rezistență poloneză organizează un act de sabotaj la o oțelărie care funcționează pentru nevoile naziștilor. Un grup de muncitori din Silezia, condus de inginerul metalurgist Karol (Władysław Hańcza⁠(d)) din Varșovia, aruncă în aer utilajele industriale din mină și laminoarele pentru a-i împiedica pe ocupanții germani să producă plăci de blindaj pentru tancuri. Scopul muncitorilor nu este distrugerea oțelăriei, ci indisponibilizarea ei temporară, pentru că ei își dau seama că, mai devreme sau mai târziu, mina și uzina metalurgică vor funcționa din nou în folosul Poloniei.
Acțiunea de sabotaj se desfășoară cu succes, dar, ca represalii, germanii împușcă un grup de ostatici: mineri și siderurgiști. Conflictul militar intră ulterior în faza finală: Armata Sovietică victorioasă ajunge în Silezia, iar Armata Germană se retrage în dezordine. Înaintea plecării, nemții minează și încearcă să distrugă uzina metalurgică. Muncitorii mineri și oțelari din Silezia se ridică în apărarea uzinei, iar mulți dintre ei mor în lupta împotriva naziștilor.

## Distribuție
- Irena Laskowska⁠(d) — asistenta medicală Danka
- Helena Buczyńska⁠(d) — menajera Gustlikowa
- Władysław Hańcza⁠(d) — inginerul Karol
- Mieczysław Serwiński — Hauptsturmführer-ul Helmut Kirschke, inspectorul german al oțelăriei
- Tadeusz Burnatowicz⁠(d) — „Raptus”
- Stanisław Winczewski⁠(d) — minerul Paweł
- Edmund Biernacki — Hanzel
- Ludwik Ruszkowski⁠(d) — directorul oțelăriei
- Bronisław Darski⁠(d) — Jan Steiner, informatorul lui Kirschke
- Feliks Żukowski⁠(d) — Michał Wontor
- Karol Chorzewski
- Marian Dąbrowski⁠(d)
- Marian Gielniewski
- Tadeusz Łomnicki — minerul Wiktor Tuszyński
- Leon Pietraszkiewicz⁠(d) — ofițer german
- Józef Pilarski⁠(d) — muncitorul bătrân
- Klemens Puchniewski
- Zbigniew Skowroński — paznicul
- Kazimierz Wichniarz — maistrul
- Wacław Zwoliński

Sursa: Filmpolski.pl

## Galerie

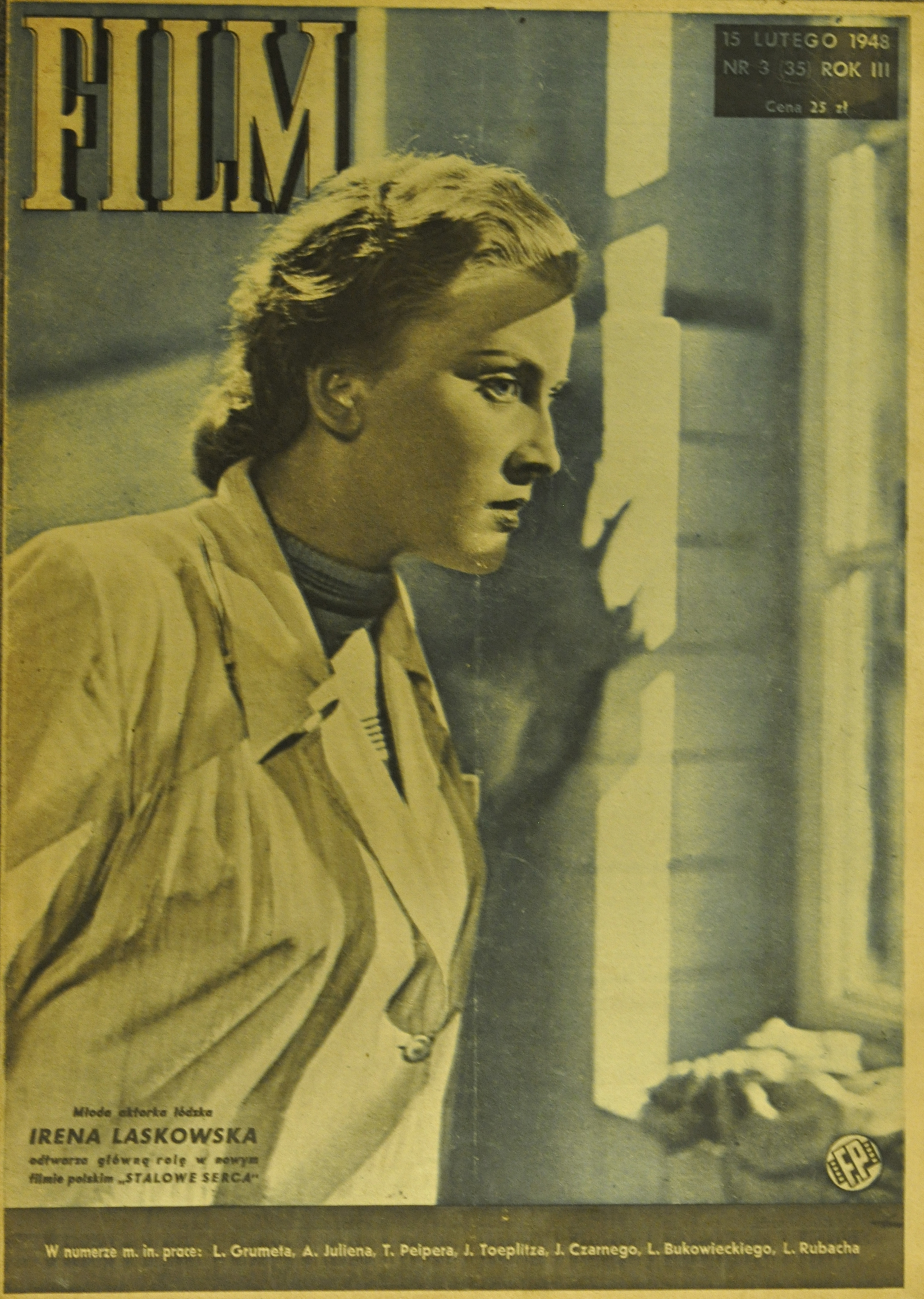
Irena Laskowska⁠(d) în filmul Inimi de oțel pe coperta revistei Film, nr. 35 din 1948
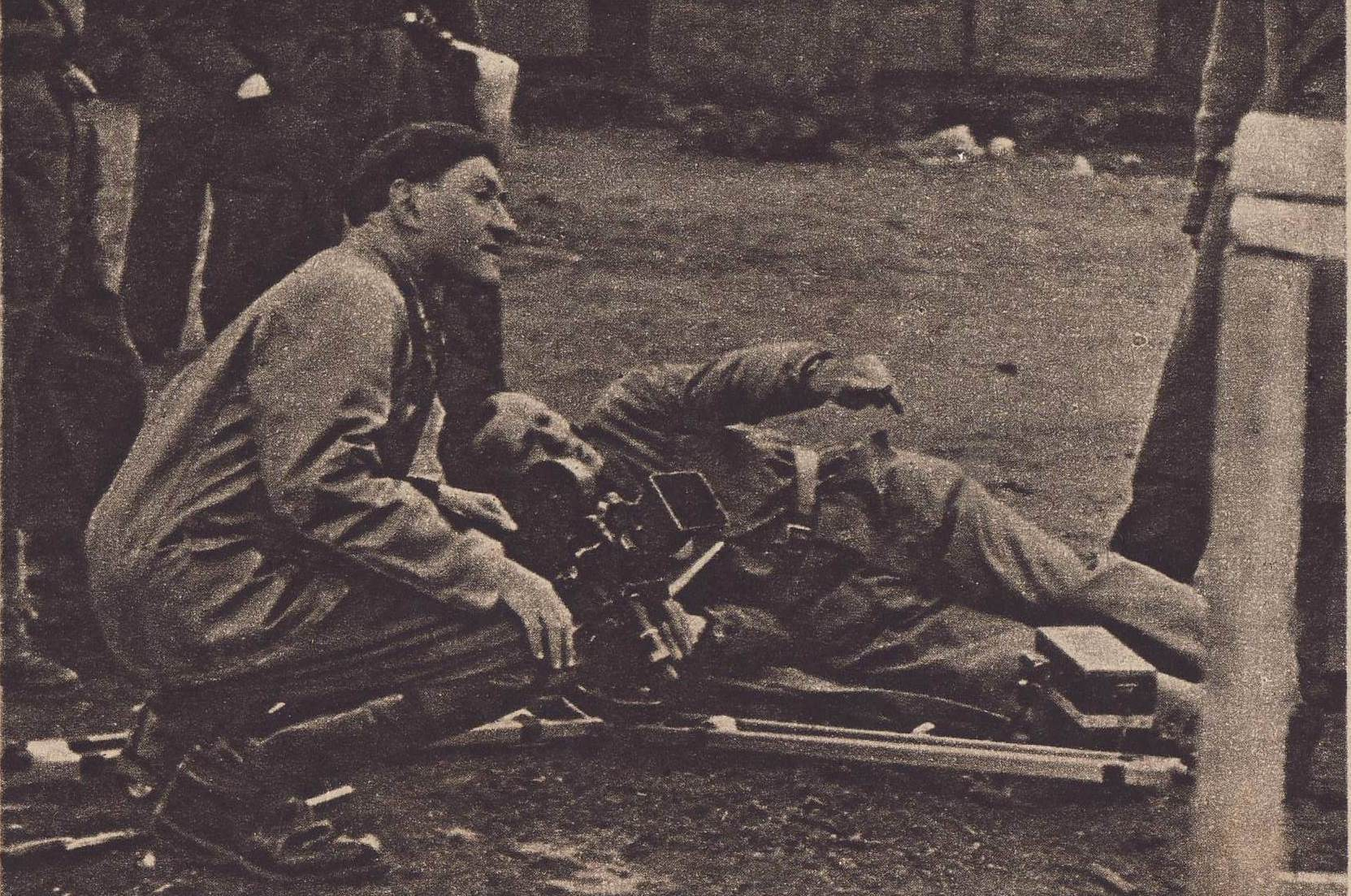
Moment din timpul filmărilor
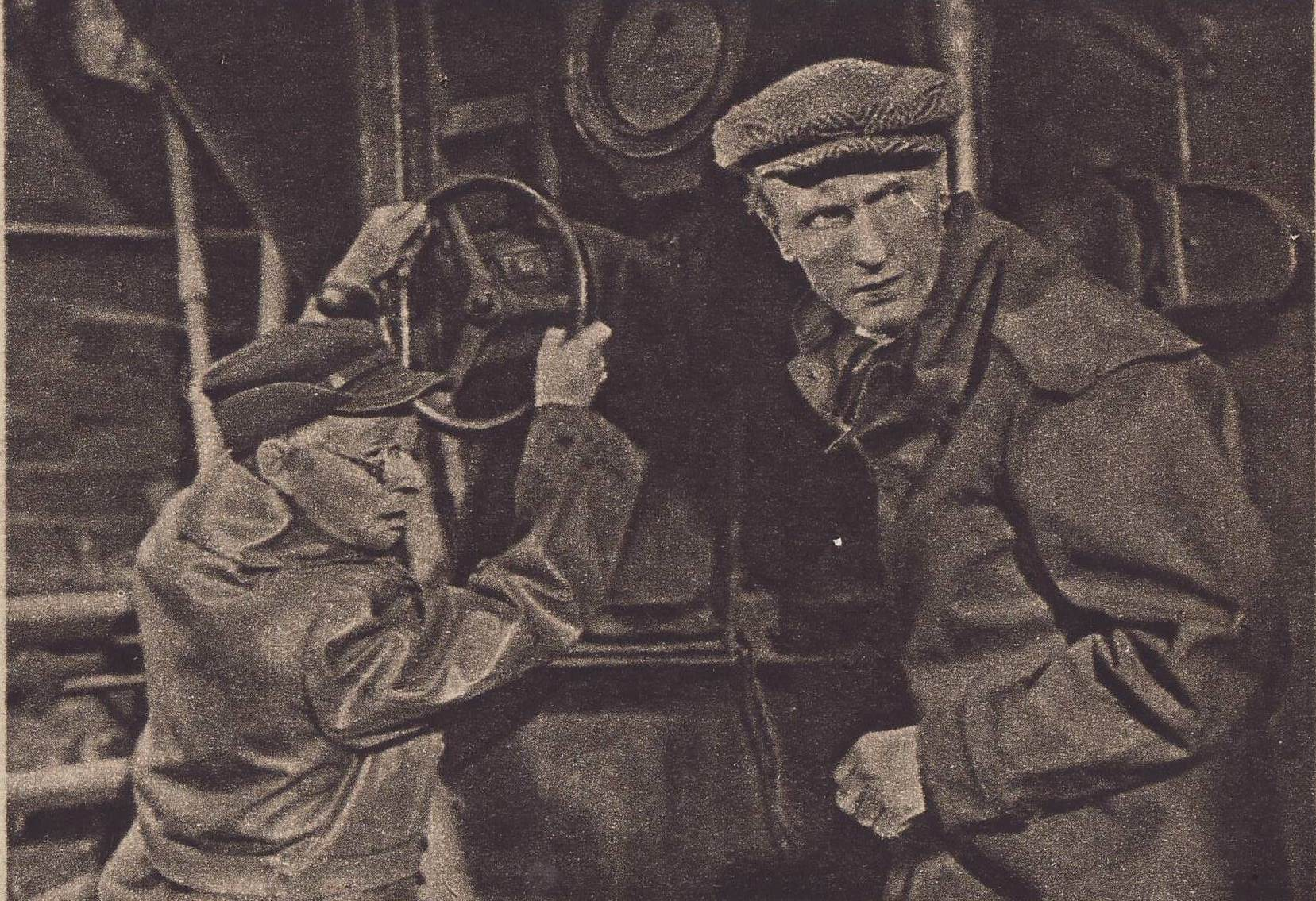
Edmund Biernacki (în stânga) și Władysław Hańcza⁠(d) (în dreapta)
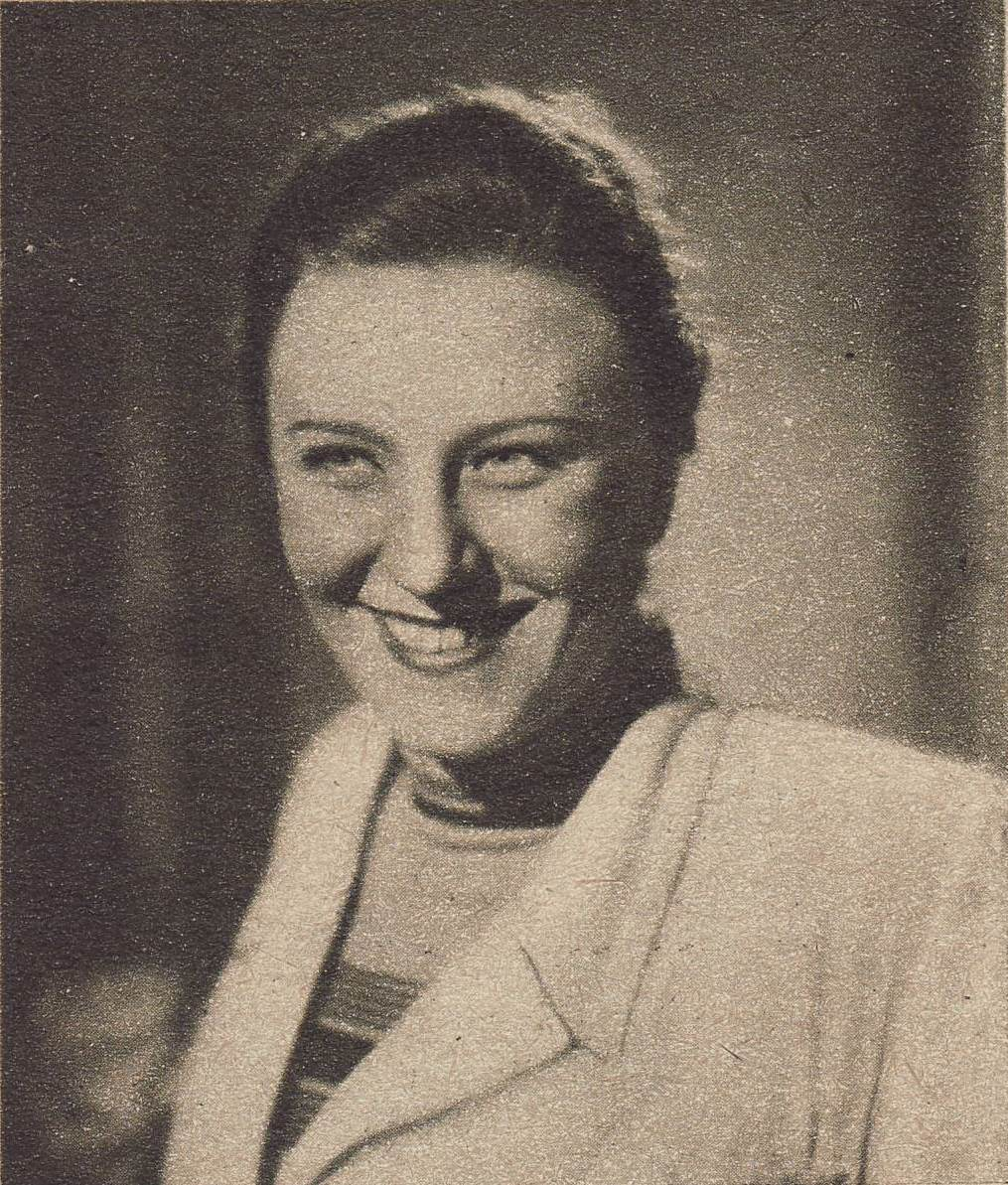
Irena Laskowska⁠(d) în rolul asistentei Dana
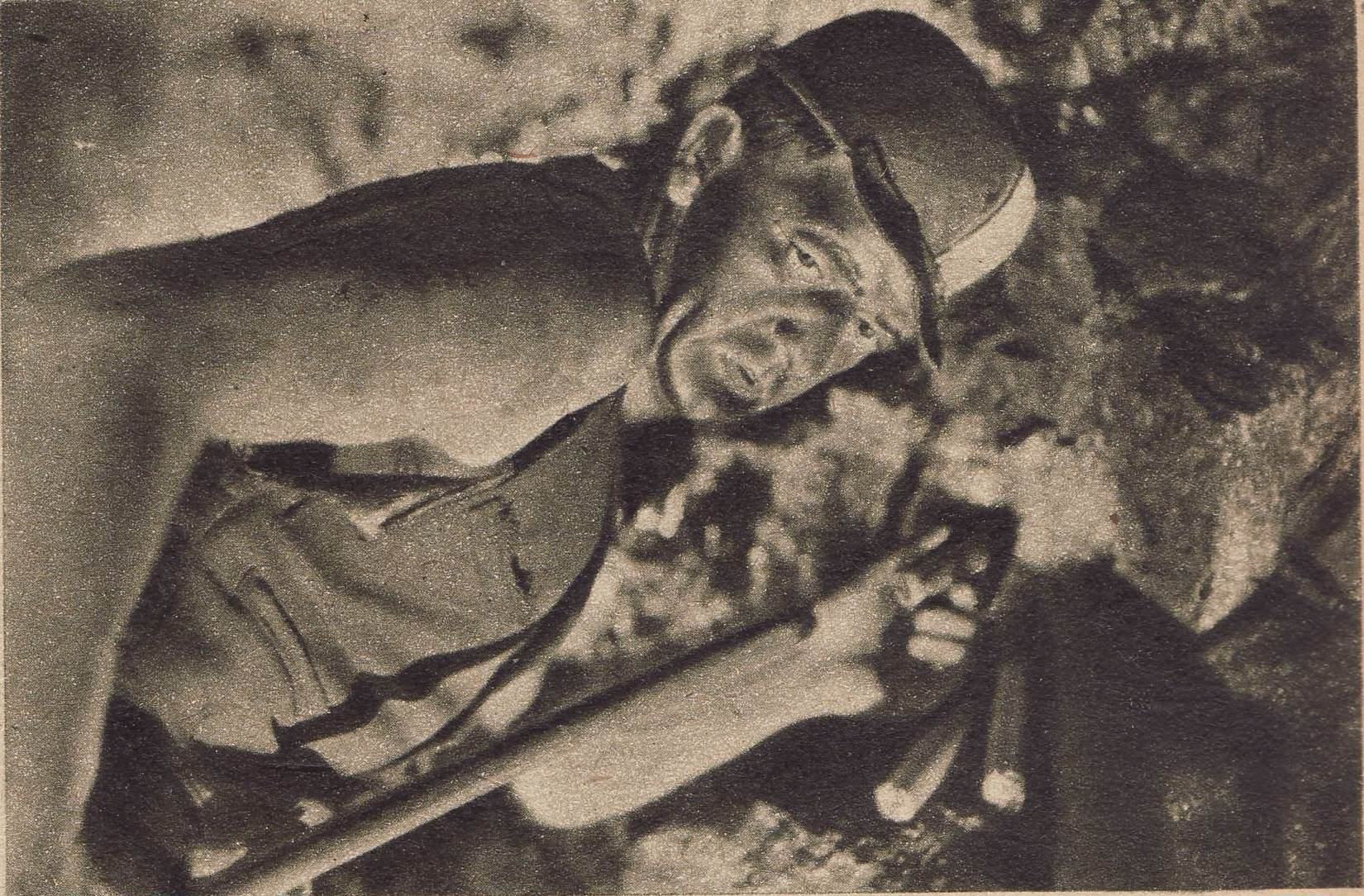
Stanisław Winczewski⁠(d) în rolul minerului Paweł
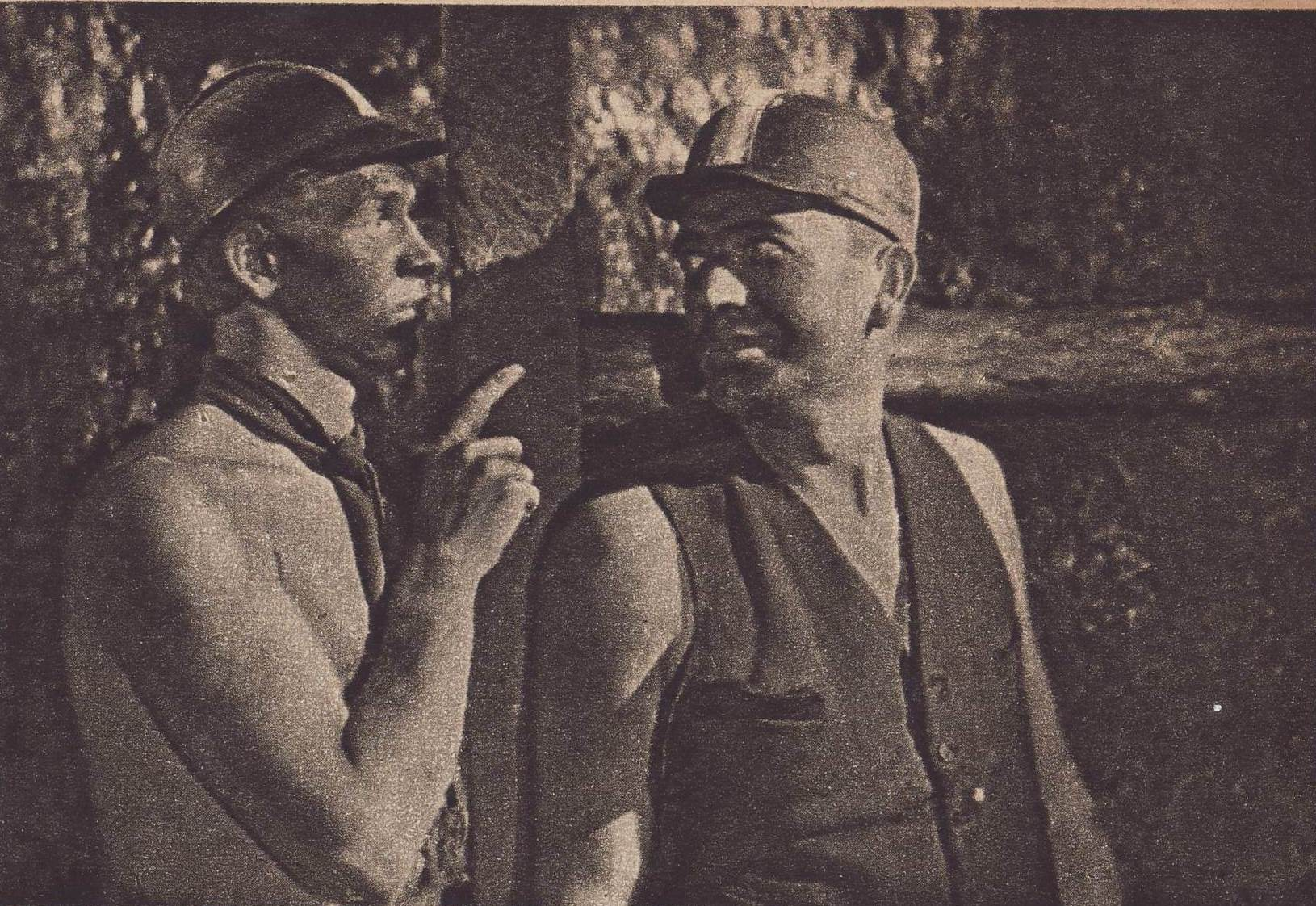
Tadeusz Łomnicki (în rolul minerului Wiktor Tuszyński, în stânga) și Stanisław Winczewski⁠(d) (în rolul minerului Paweł)
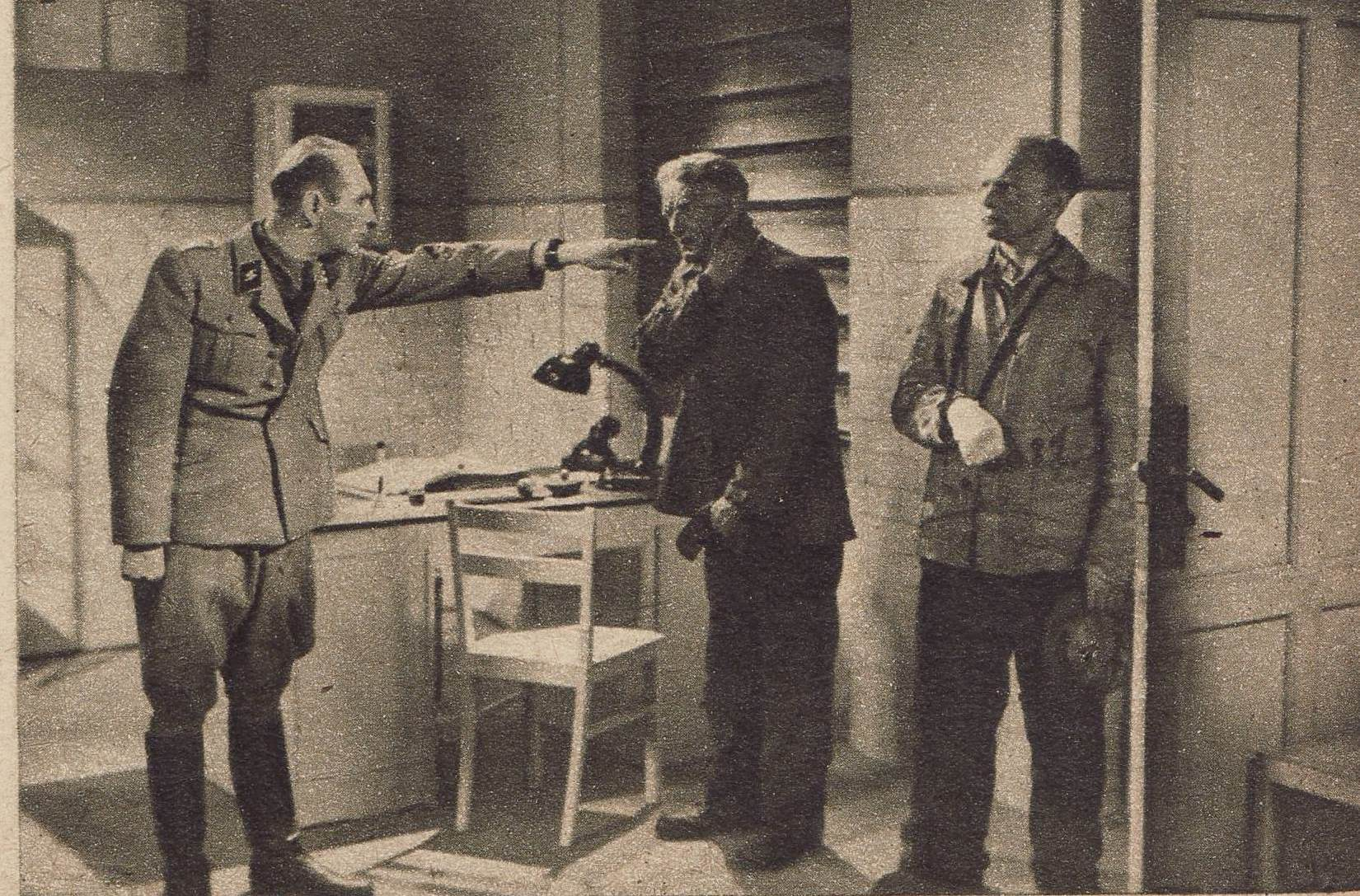
Mieczysław Serwiński în rolul Hauptsturmführer-ului Helmut Kirschke
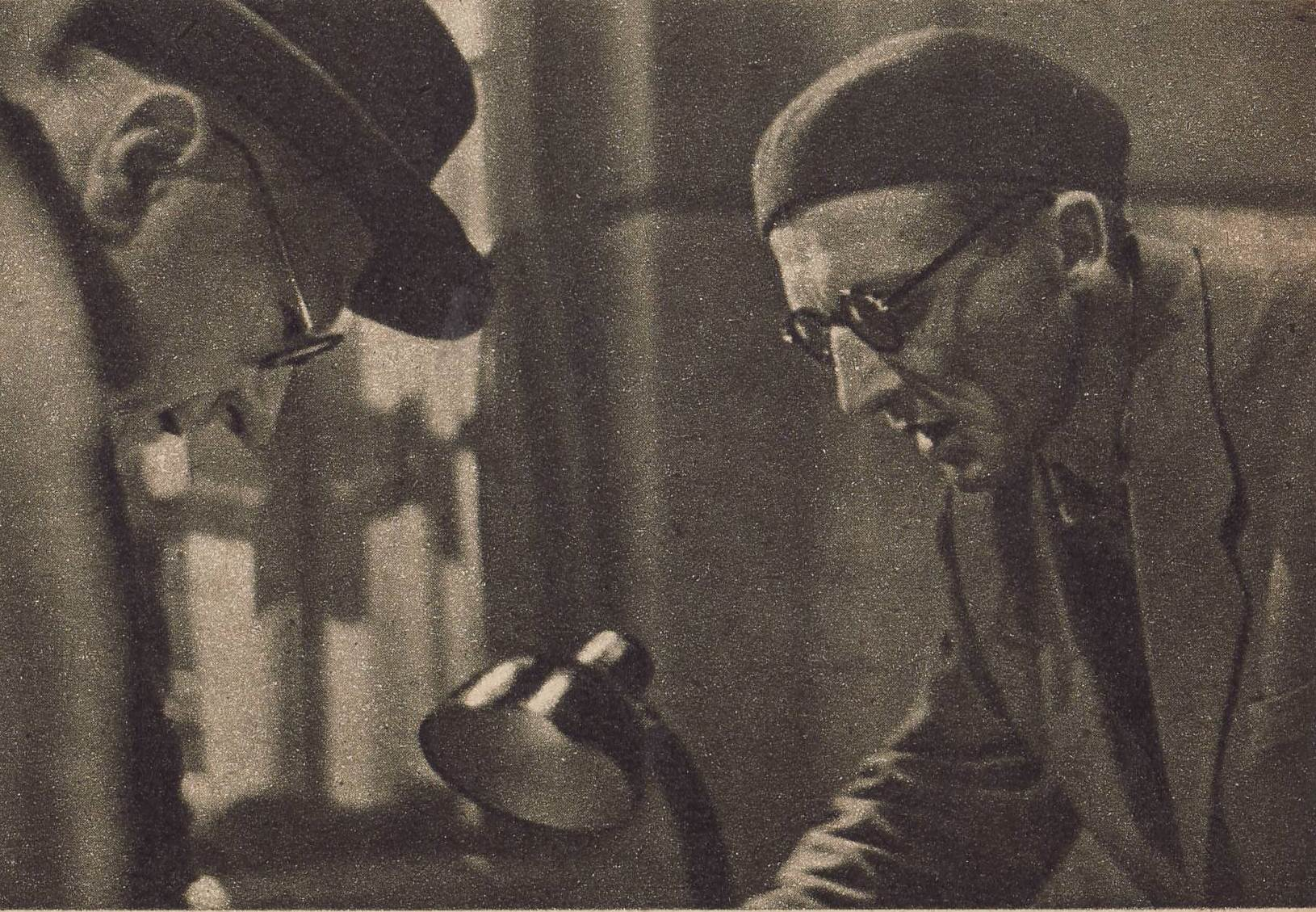
Ludwik Ruszkowski⁠(d) în rolul directorului oțelăriei
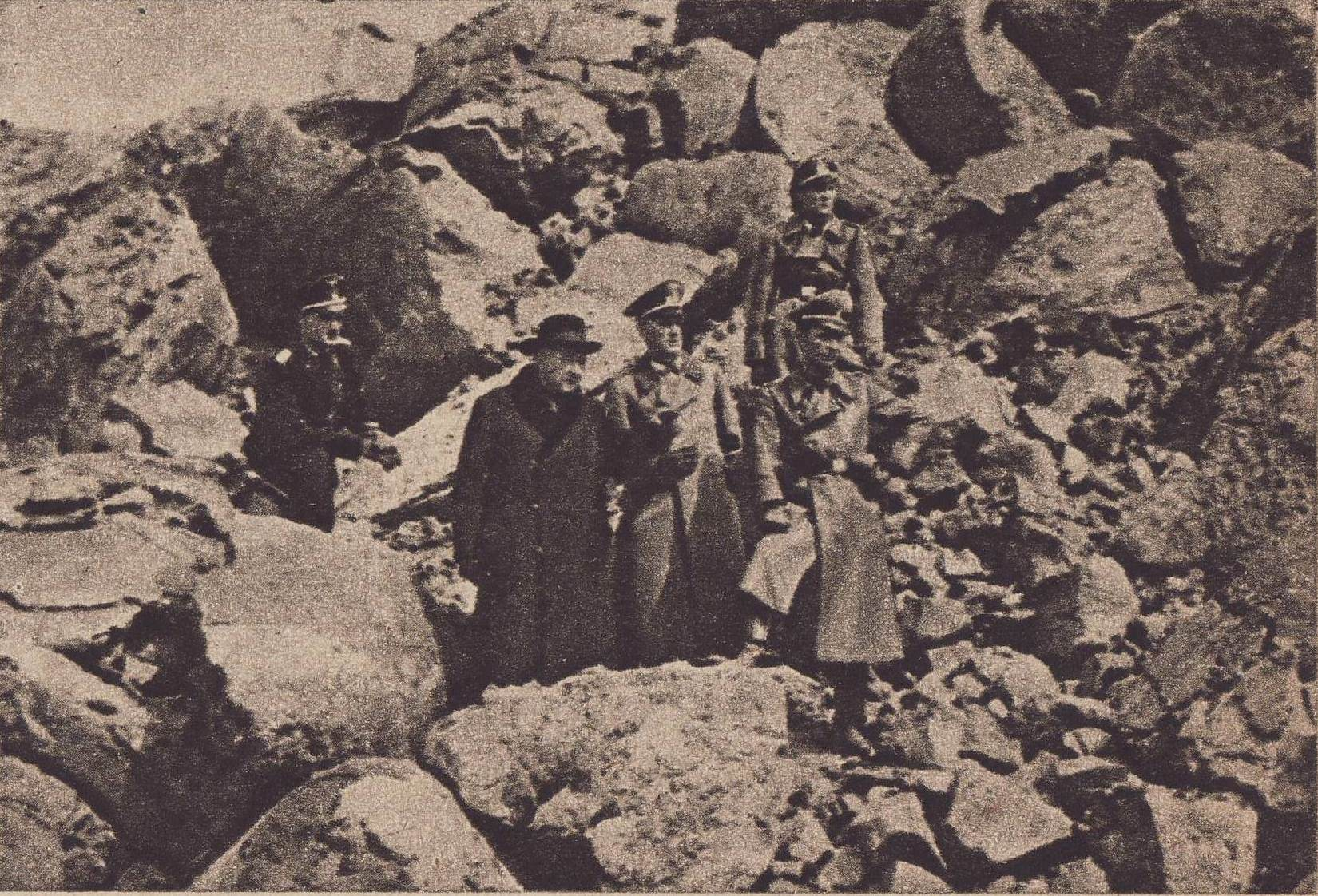
În ruinele oțelăriei
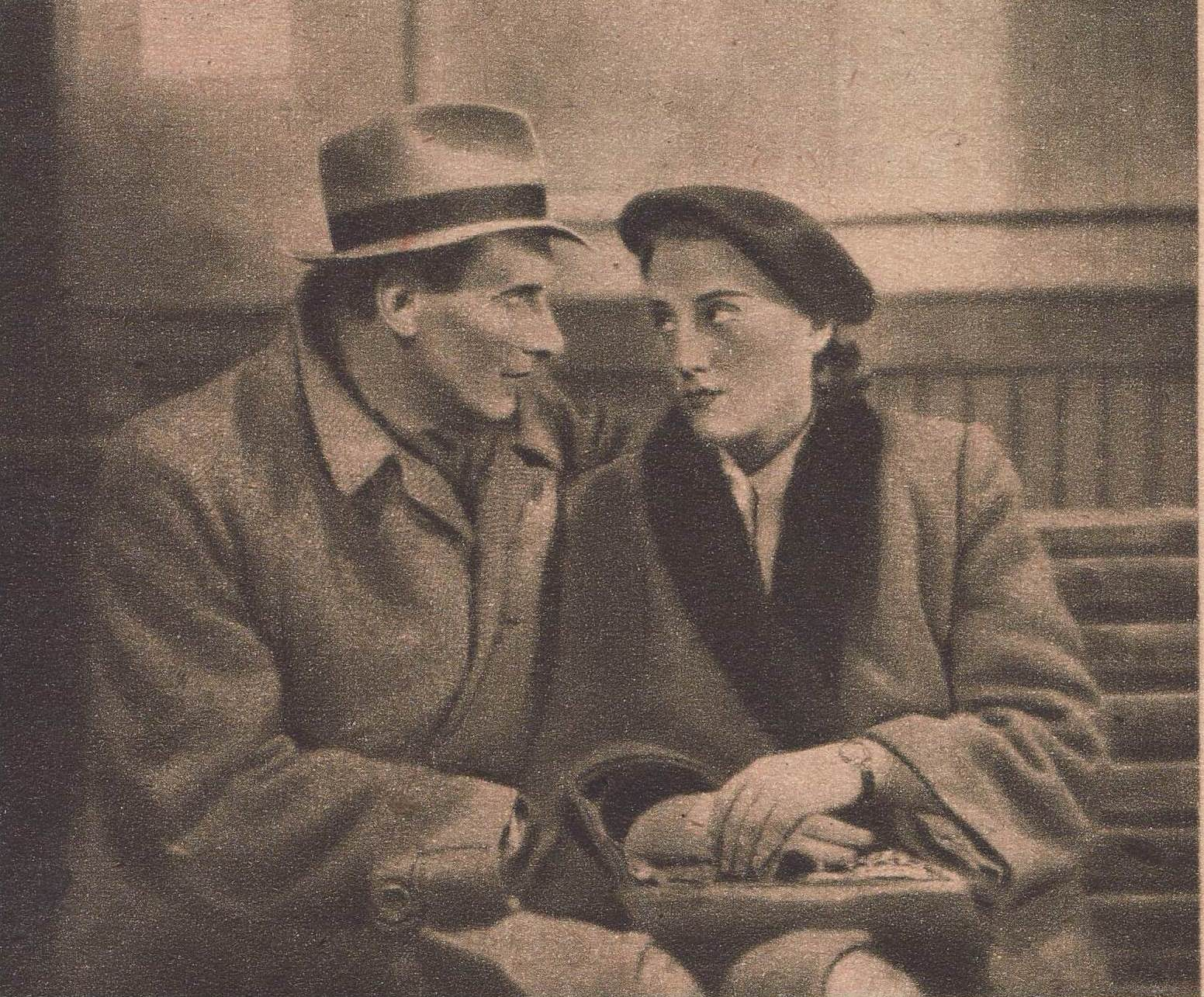
Władysław Hańcza⁠(d) și Irena Laskowska⁠(d)